# NHKニュースおはよう北海道
NHKニュースおはよう北海道（エヌエイチケイニュースおはようほっかいどう）は、NHK札幌放送局制作による『NHKニュースおはよう日本』の北海道内における地域枠差し替え番組。1993年4月5日の『おはよう日本』の開始以来、同一タイトルでの放送を続けている。

## 概要
- 札幌放送局から全道向けに放送されているため、道内各局の自局枠は一切存在しない。
- 土曜日は2009年10月3日より「おはよう北海道土曜プラス」として放送している。
- オープニングは2009年10月から旧土曜用を採用している。
- エンドクレジットは「制作・著作/NHK・札幌」ではなく「制作・著作/NHK・北海道ネットワーク」と表示されている（なお、「ほっとニュース北海道」では「またあした[1] 制作・著作 NHK・北海道」と表示され、「終」の表記はなし）。2021年3月29日より「終」表記が廃止となり「制作・著作 NHK | 北海道」の表示となった。ただし、2010年3月26日まで平日は当番組終了後再び東京発の『おはよう日本』に飛び乗っていたため、エンドクレジットは「つづいて… NHKニュース おはよう日本（番組ロゴ）」（初期の頃の文面は「つづいて おはよう日本（番組ロゴ）です」だった）となっており[2]、エンディングテーマ曲も無かった。
- 2019年4月1日 - 9月27日までは、北海道が舞台の連続テレビ小説「なつぞら」が放送されていたため、エンディングの挨拶の後に広瀬すず（ヒロイン・坂場なつ役）が「続いては、なつぞら」と呼びかけて「なつぞら」本編に入っていた。また、エンディングでも出演者がその日の「なつぞら」の見どころを紹介していたこともあった（いわゆる「朝ドラ送り」の北海道版であった）。
- 2020年4月13日から10:00 - 10:30で、当番組および他地区のローカルパートについて、2019新型コロナウイルス関連ニュースの再放送を実施しているが、6月29日より当番組が新たに再放送対象となった[3]。
- 2021年6月7日、札幌放送局の新放送会館移転に伴い、スタジオ・ロゴ・音楽を一新した[4]。
- かつては月曜日に限りオープニングでの出演者の氏名テロップにふりがなが振られていたが、現在は振られていない。
- 平日版ではキャスターは1人体制、土曜プラスではキャスターは2人体制となっている。

## 放送時間
- 平日 7:45 - 8:00[5][6]
  - 祝日と重なった場合は休止し、7:25 - 7:30枠で通常のニュース・気象情報を、7:57 - 8:00枠で全道の気象情報を放送。
  - オリンピック期間中は、関連ニュースや競技ハイライトのため『おはよう日本』の7時台全国放送枠が7:50まで拡大されるのに伴い5分繰り下げ・短縮（7:50 - 8:00）となる。また、2021年の東京オリンピック・パラリンピック開催時には、7月12日から9月3日まで『おはよう日本』7時台の全国放送枠が7:50まで拡大されたため、この期間中の当番組は7:50からの短縮放送が続いた。
  - 地域枠が変更となる前（2007年度まで）は、7:30 - 7:45枠で放送された。
  - 2014年9月11日は、北海道内で前日深夜から記録的な大雨が降り、北海道に大雨特別警報が出されたことに伴う緊急報道のため、急遽15分拡大（7:45 - 8:15）して放送。これに伴い、北海道地方では8:00からの『連続テレビ小説 花子とアン・第142話』がネット返上となった[7]。
  - 2023年7月10日は当初、通常放送を予定していたが、番組開始前に九州地方での局地的な豪雨により福岡県・大分県に大雨特別警報が発令されたことに伴う緊急報道で『おはよう日本』の7時台全国放送枠が7:55まで拡大されたため、急遽休止となった。なお、7:55 - 8:00に道内ニュース・気象情報を放送した。
- 土曜プラス　7:30 - 8:00（最終土曜は - 7:55）
  - 平日版と同様、祝日と重なる場合は7:30から『おはよう日本』の祝日特集を放送するために休止され7:25 - 7:30枠で通常のニュース・気象情報を、7:57 - 8:00枠で全道の気象情報を放送。また、4月末から5月初めにかけての大型連休期間中など祝日と重ならない場合でも稀に休止となる場合があり、その場合は7:25 - 7:30枠で通常のニュース・気象情報を放送する。
  - 2010年3月27日までは8:13まで放送。また、6:59.30 - 7:00（6:53 - 7:00のローカル枠内）にも当日放送の「土曜プラス」の予告が入る。
  - 2010年4月3日 - 2019年3月30日は8:00まで放送していたが、2019年4月6日 - 2021年3月27日は5分短縮となり、それまで毎週放送されていた特集と「ぶらりみてある記」は週替わりで交互に放送されるようになった。2021年4月3日より最終土曜を除き8:00までの放送に戻り、特集と「ぶらりみてある記」の毎週放送が基本となった。以降も「ぶらりみてある記」は月1度程度は休止し「てしごと北海道」を放送している。
  - ぶらりみてある記は基本道内各放送局の契約キャスターが担当しているが、2021年頃より月1度は正職員アナウンサーが担当している[8]。
  - 2020年7月4日は当初、通常放送を予定していたが、番組開始前に九州地方での局地的な豪雨により熊本県・鹿児島県に大雨特別警報が発令されたことに伴う緊急報道で『おはよう日本』の7時台全国放送枠が7:55まで拡大されたため、急遽休止となった。なお、7:55 - 8:00に『0755DDチャンネル』を休止とした上で代替の道内ニュース・気象情報を放送した。

## 現在の出演者
キャスター（月 - 金）
- 松本真季（2024年4月8日 - 、隔週で担当）
- 曽根優（2025年3月31日 - 、隔週で担当）
- 関根太朗（2025年4月14日 -、隔週で担当）

メインキャスター（土曜プラス）
- 高橋秀和（2025年4月5日 - 、2024年度までは隔週で平日版も担当していた。）

サブキャスター（土曜プラス）
- 江連すみれ（2023年4月 - ）
- 福光瞳（2023年4月 - ）

気象予報士
- 今井希依（2025年3月31日 - 、月曜日・火曜日）
- 杉山友衣可（2017年4月8日 - 、水曜日 - 土曜日）

※なお、通常のニュース・気象情報となる日曜・祝日は、固定担当を持たない早番のアナウンサー（祝日も前記を中心としたアナウンサーなどが担当する（平日と重なる祝日の場合は通常通りその週の平日版のキャスターが担当する場合があるほか、2009年3月までの日曜日も一時期、夜勤明けのアナウンサーが担当していた）。

## 過去の出演者
| 担当期間                              | 氏名       | 担当日                                        |
| ------------------------------------- | ---------- | --------------------------------------------- |
| 1993・1994年度                        | 福井慎二   | 平日                                          |
| 2005年4月 - 6月                       | 福井慎二   | 土曜                                          |
|                                       | 村上里和   | 平日                                          |
| 1995年頃                              | 朝妻基祐   | 土曜                                          |
| 2001年頃                              | 河島康一   |                                               |
| 2001年頃                              | 北向敏幸   |                                               |
| - 2003年3月                           | 館野直光   | 土曜                                          |
| - 2003年3月 2003年4月 - 6月           | 伊丹新     | 平日 土曜                                     |
| 2003年頃                              | 大橋信之   | 平日・隔週                                    |
| 2003年 - 2005年3月                    | 上野速人   | 平日・隔週                                    |
| 2003年 - 2005年3月                    | 高鍬亮     | 平日・隔週                                    |
| 2003年 - 2005年3月                    | 西澤洋和   | 土曜                                          |
| 2005年 -                              | 広瀬靖浩   | 平日・隔週                                    |
| 不明                                  | 志摩悦二郎 | 土曜                                          |
| 2005年度 - 2006年度                   | 中川富雄   | 平日・隔週                                    |
| 2006年7月 - 2007年3月                 | 町田右     | 平日・隔週                                    |
| 2007年4月 - 7月                       | 堀伸浩     | 土曜                                          |
| 2008年4月 -                           | 南山吉弘   | 土曜                                          |
| 2007年度                              | 吉岡大輔   | 平日・隔週                                    |
| 2008年4月 - 2009年3月13日             | 松村正代   | 平日・隔週                                    |
| 2006年 - 不明 - 2009年3月27日         | 久保田茂   | 土曜 平日・隔週                               |
| 2008年7月 - 2009年9月26日             | 大出岳史   | 土曜                                          |
| 2009年3月30日 - 2010年3月19日         | 曽根優     | 平日・隔週                                    |
| 2009年4月6日 - 2010年3月26日          | 出田奈々   | 平日・隔週                                    |
| - 2010年3月27日                       | 野口香織   | 土曜                                          |
| - 2010年3月                           | 増子有人   | 土曜                                          |
| 2010年4月 - 2011年3月                 | 池田耕一郎 | 平日・隔週 （2011年3月まで） 土曜（時期不明） |
| 2010年4月 - 2011年3月                 | 星野圭介   | 平日・隔週                                    |
| 2011年4月 - 2012年3月                 | 里匠       | 平日・隔週                                    |
| 2011年4月 - 2012年3月                 | 北野剛寛   | 平日・隔週                                    |
| 2011年4月 - 2012年6月9日              | 阪本篤志   | 土曜                                          |
| 2012年4月 - 2013年3月                 | 飯島徹郎   | 平日・隔週                                    |
| 2012年4月 - 2014年3月                 | 吉田賢     | 平日・隔週                                    |
| 2012年6月 - 2014年3月                 | 河島康一   | 土曜                                          |
| 2014年4月 - 2015年3月 2017年4月 - 7月 | 佐々生佳典 | 平日・隔週                                    |
| 2014年4月 - 2015年3月28日             | 杉嶋亮作   | 土曜                                          |
| 2015年3月 - 2016年7月                 | 田中秀樹   | 平日・隔週                                    |
| 2013年4月 - 2017年3月24日             | 高橋美鈴   | 平日・隔週                                    |
| 2016年8月8日 - 2017年3月31日          | 高橋秀和   | 平日・隔週                                    |
| 2015年4月4日 - 2017年4月1日           | 糸井羊司   | 土曜                                          |
| 2017年4月3日 - 2019年3月15日          | 星麻琴     | 平日・隔週                                    |
| 2017年8月7日 - 2020年3月27日          | 西阪太志   | 平日（途中まで隔週）                          |
| 2017年4月8日 - 2021年3月27日          | 古谷敏郎   | 平日（隔週）土曜                              |
| 2019年4月1日 - 2023年3月              | 堀若菜     | 土曜（隔週）                                  |
| 2020年4月6日 - 2022年3月              | 赤松俊理   | 平日・隔週・土曜                              |
| 2021年4月5日 - 2022年3月              | 飯島徹郎   | 平日・隔週・土曜                              |
| 2022年4月 - 2023年3月                 | 是永千恵   | 土曜（隔週）                                  |
| 2022年4月 - 2023年7月21日             | 芳川隆一   | 平日・隔週                                    |
| 2023年7月31日 - 2024年3月15日         | 飯尾夏帆   | 平日・隔週・土曜                              |
| 2022年4月4日 - 2024年3月22日          | 高市佳明   | 平日・隔週・土曜                              |

- 土曜版（現・「土曜プラス」）を担当しているアナウンサーは、人事異動に伴い、年度途中で降板するケースが相次いでいる。